# 1970-es labdarúgó-világbajnokság-selejtező (CONMEBOL)
Az 1970-es labdarúgó-világbajnokság selejtezőjének CONMEBOL-zónájában összesen 10 nemzet harcolhatta ki a világbajnoki részvételt. A 10 csapatot két 3 tagú és 1 négy tagú csoportba osztották, ahol oda-visszavágós rendszerben, hazai pályán és idegenben egyaránt megmérkőztek egymással. A három csoportgyőztes kijutott az 1970-es világbajnokságra.

## Csoportkör

### 1. csoport
| Hely. | Csapat    | M | Gy | D | V | G+ | G– | Gk | P | Továbbjutás                          |     | Peru | Bolívia | Argentína |
| ----- | --------- | - | -- | - | - | -- | -- | -- | - | ------------------------------------ | --- | ---- | ------- | --------- |
| 1.    | Peru      | 4 | 2  | 1 | 1 | 7  | 4  | +3 | 5 | Kijutott az 1970-es világbajnokságra |     | —    | 3–0     | 1–0       |
| 2.    | Bolívia   | 4 | 2  | 0 | 2 | 5  | 6  | −1 | 4 |                                      |     | 2–1  | —       | 3–1       |
| 3.    | Argentína | 4 | 1  | 1 | 2 | 4  | 6  | −2 | 3 |                                      | 2–2 | 1–0  | —       |           |

| 1969. július 27. |

| Bolívia                         | 3–1         | Argentína    |
| ------------------------------- | ----------- | ------------ |
| Díaz 18' Blacut 51' Alvarez 70' | Jegyzőkönyv | Tarabini 43' |

| Estadio Hernando Siles, La Paz Nézőszám: 21 267 Játékvezető: Sosa Miranda (paraguayi) |

| 1969. augusztus 3. |

| Peru     | 1–0         | Argentína |
| -------- | ----------- | --------- |
| León 52' | Jegyzőkönyv |           |

| Estadio Nacional Lima Nézőszám: 43 147 Játékvezető: Ayrton Vieira de Moraes (brazil) |

| 1969. augusztus 10. |

| Bolívia                           | 2–1         | Peru       |
| --------------------------------- | ----------- | ---------- |
| Alvarez 69' Chumpitaz 80' (öngól) | Jegyzőkönyv | Challe 51' |

| Estadio Hernando Siles, La Paz Nézőszám: 20 670 Játékvezető: Sergio Chechelev (venezuelai) |

| 1969. augusztus 17 |

| Peru                                             | 3–0         | Bolívia |
| ------------------------------------------------ | ----------- | ------- |
| Cubillas 36' Cruzado 40' (11-esből) Gallardo 58' | Jegyzőkönyv |         |

| Estadio Nacional Lima Nézőszám: 43 148 Játékvezető: Guillermo Velasquez (kolumbiai) |

| 1969. augusztus 24. |

| Argentína               | 1–0         | Bolívia |
| ----------------------- | ----------- | ------- |
| Albrecht 62' (11-esből) | Jegyzőkönyv |         |

| Estadio Bombonera, Buenos Aires Nézőszám: 47 069 Játékvezető: Pena Rocha (uruguayi) |

| 1969. augusztus 31. |

| Argentína              | 2–2         | Peru            |
| ---------------------- | ----------- | --------------- |
| Albrecht 80' Rendo 89' | Jegyzőkönyv | Ramírez 70' 81' |

| Estadio Bombonera, Buenos Aires Nézőszám: 53 627 Játékvezető: Rafael Hormazábal Díaz (chilei) |

### 2. csoport
| Hely. | Csapat    | M | Gy | D | V | G+ | G– | Gk  | P  | Továbbjutás                          |     | Brazília | Paraguay | Kolumbia | Venezuela |
| ----- | --------- | - | -- | - | - | -- | -- | --- | -- | ------------------------------------ | --- | -------- | -------- | -------- | --------- |
| 1.    | Brazília  | 6 | 6  | 0 | 0 | 23 | 2  | +21 | 12 | Kijutott az 1970-es világbajnokságra |     | —        | 1–0      | 6–2      | 6–0       |
| 2.    | Paraguay  | 6 | 4  | 0 | 2 | 6  | 5  | +1  | 8  |                                      |     | 0–3      | —        | 2–1      | 1–0       |
| 3.    | Kolumbia  | 6 | 1  | 1 | 4 | 7  | 12 | −5  | 3  |                                      | 0–2 | 0–1      | —        | 3–0      |           |
| 4.    | Venezuela | 6 | 0  | 1 | 5 | 1  | 18 | −17 | 1  |                                      | 0–5 | 0–2      | 1–1      | —        |           |

| 1969. július 27. |

| Kolumbia                                | 3–0         | Venezuela |
| --------------------------------------- | ----------- | --------- |
| González 34' 56' Segrera 76' (11-esből) | Jegyzőkönyv |           |

| Estadio El Campín, Bogotá Nézőszám: 47 984 Játékvezető: René Torres (ecuadori) |

| 1969. augusztus 2. |

| Venezuela   | 1–1         | Kolumbia   |
| ----------- | ----------- | ---------- |
| Mendoza 55' | Jegyzőkönyv | Tamayo 61' |

| Estadio Universitaria, Caracas Nézőszám: 17 101 Játékvezető: Ortube Vargas (bolíviai) |

| 1969. augusztus 6. |

| Kolumbia | 0–2         | Brazília       |
| -------- | ----------- | -------------- |
|          | Jegyzőkönyv | Tostão 37' 44' |

| Estadio El Campín, Bogotá Nézőszám: 51 131 Játékvezető: Alberto Tejada Burga (perui) |

| 1969. augusztus 6. |

| Venezuela | 0–2         | Paraguay           |
| --------- | ----------- | ------------------ |
|           | Jegyzőkönyv | Rojas 38' Sosa 53' |

| Estadio Universitaria, Caracas Nézőszám: 9110 Játékvezető: Palacio (chilei) |

| 1969. augusztus 10. |

| Kolumbia | 0–1         | Paraguay     |
| -------- | ----------- | ------------ |
|          | Jegyzőkönyv | Martínez 57' |

| Estadio El Campín, Bogotá Nézőszám: 51 049 Játékvezető: Pedraza (perui) |

| 1969. augusztus 10. |

| Venezuela | 0–5         | Brazília                        |
| --------- | ----------- | ------------------------------- |
|           | Jegyzőkönyv | Tostão 60' 72' 74' Pelé 71' 75' |

| Estadio Universitaria, Caracas Nézőszám: 30 063 Játékvezető: Eduardo Rendon (ecuadori) |

| 1969. augusztus 17. |

| Paraguay | 0–3         | Brazília                                  |
| -------- | ----------- | ----------------------------------------- |
|          | Jegyzőkönyv | Mendoza 70' (öngól) Jairzinho 81' Edu 90' |

| Estadio de Puerto Sajonia, Asunción Nézőszám: 44 880 Játékvezető: Domingo Massaro (chilei) |

| 1969. augusztus 21. |

| Brazília                                                    | 6–2         | Kolumbia             |
| ----------------------------------------------------------- | ----------- | -------------------- |
| Tostão 15' 40' Edu 48' Pelé 60' Rivellino 86' Jairzinho 88' | Jegyzőkönyv | Mesa 18' Gallego 89' |

| Maracanã, Rio de Janeiro Nézőszám: 99 947 Játékvezető: Miguel Angel Comesana (argentin) |

| 1969. augusztus 21. |

| Paraguay    | 1–0         | Venezuela |
| ----------- | ----------- | --------- |
| Gimenez 11' | Jegyzőkönyv |           |

| Estadio de Puerto Sajonia, Asunción Nézőszám: 11 509 Játékvezető: Otero (uruguayi) |

| 1969. augusztus 24. |

| Brazília                                                | 6–0         | Venezuela |
| ------------------------------------------------------- | ----------- | --------- |
| Tostão 3' 22' 24' Jairzinho 30' Pelé 45' (11-esből) 69' | Jegyzőkönyv |           |

| Maracanã, Rio de Janeiro Nézőszám: 122 841 Játékvezető: Oscar Ortube Vargas (bolíviai) |

| 1969. augusztus 24. |

| Paraguay      | 2–1         | Kolumbia               |
| ------------- | ----------- | ---------------------- |
| Arrúa 38' 49' | Jegyzőkönyv | Segrera 83' (11-esből) |

| Estadio de Puerto Sajonia, Asunción Nézőszám: 15 744 Játékvezető: Luis Pestarino (argentin) |

| 1969. augusztus 31. |

| Brazília | 1–0         | Paraguay |
| -------- | ----------- | -------- |
| Pelé 68' | Jegyzőkönyv |          |

| Maracanã, Rio de Janeiro Nézőszám: 183 341 Játékvezető: Ramón Barreto (uruguayi) |

### 3. csoport
| Hely. | Csapat  | M | Gy | D | V | G+ | G– | Gk | P | Továbbjutás                          |     | Uruguay | Chile | Ecuador |
| ----- | ------- | - | -- | - | - | -- | -- | -- | - | ------------------------------------ | --- | ------- | ----- | ------- |
| 1.    | Uruguay | 4 | 2  | 1 | 1 | 7  | 4  | +3 | 5 | Kijutott az 1970-es világbajnokságra |     | —       | 2–0   | 1–0     |
| 2.    | Chile   | 4 | 2  | 0 | 2 | 5  | 6  | −1 | 4 |                                      |     | 0–0     | —     | 4–1     |
| 3.    | Ecuador | 4 | 1  | 1 | 2 | 4  | 6  | −2 | 3 |                                      | 0–2 | 1–1     | —     |         |

| 1969. július 6. |

| Ecuador | 0–2         | Uruguay              |
| ------- | ----------- | -------------------- |
|         | Jegyzőkönyv | Bareño 31' Zubía 60' |

| Estadio Modelo, Guayaquil Nézőszám: 55 783 Játékvezető: Arppi Filho (brazil) |

| 1969. július 13. |

| Chile | 0–0         | Uruguay |
| ----- | ----------- | ------- |
|       | Jegyzőkönyv |         |

| Estadio Nacional, Santiago de Chile Nézőszám: 68 882 Játékvezető: Aurelio Bossolino (argentin) |

| 1969. július 20. |

| Uruguay     | 1–0         | Ecuador |
| ----------- | ----------- | ------- |
| Ancheta 76' | Jegyzőkönyv |         |

| Estadio Centenario, Montevideo Nézőszám: 39 387 Játékvezető: Rodolfo Perez Ozorio (paraguayi) |

| 1969. július 27. |

| Chile                                         | 4–1         | Ecuador   |
| --------------------------------------------- | ----------- | --------- |
| Olivares 55' Valdéz 62' 86' Tobar 79' (öngól) | Jegyzőkönyv | Lasso 89' |

| Estadio Nacional, Santiago de Chile Nézőszám: 68 857 Játékvezető: Guillermo Velasquez (kolumbiai) |

| 1969. augusztus 3. |

| Ecuador       | 1–1         | Chile        |
| ------------- | ----------- | ------------ |
| Rodríguez 16' | Jegyzőkönyv | Olivares 58' |

| Estadio Modelo, Guayaquil Nézőszám: 11 565 Játékvezető: Carlos Rivero (perui) |

| 1969. augusztus 10. |

| Uruguay              | 2–0         | Chile |
| -------------------- | ----------- | ----- |
| Cortés 44' Rocha 90' | Jegyzőkönyv |       |

| Estadio Centenario, Montevideo Nézőszám: 62 693 Játékvezető: Armando Marques (brazil) |

## Kijutott csapatok
Az alábbi három csapat jutott ki a CONMEBOL-zónából az 1970-es labdarúgó-világbajnokságra.
| Csapat   | Kijutás             | Kijutás dátuma      | Korábbi részvételek a világbajnokságon1                     |
| -------- | ------------------- | ------------------- | ----------------------------------------------------------- |
| Peru     | 1. csoport győztese | 1969. augusztus 31. | 1 (1930)                                                    |
| Brazília | 2. csoport győztese | 1969. augusztus 31. | 8 (összes) (1930, 1934, 1938, 1950, 1954, 1958, 1962, 1966) |
| Uruguay  | 3. csoport győztese | 1969. augusztus 10. | 5 (1930, 1950, 1954, 1962, 1966)                            |

1 Félkövérrel az adott év világbajnokai vannak jelölve. Dőlt betűvel az adott év rendezői kerültek feltüntetésre.